# Cnismatocentrum
Cnismatocentrum är ett släkte av armfotingar. Cnismatocentrum ingår i familjen Cnismatocentridae.
Cnismatocentrum är enda släktet i familjen Cnismatocentridae.
Kladogram enligt Catalogue of Life:
| Cnismatocentrum | \| \| Cnismatocentrum parvum \| \| \| \| \| \| Cnismatocentrum sakhalinensis \| \| \| \| |
|                 | \| \| Cnismatocentrum parvum \| \| \| \| \| \| Cnismatocentrum sakhalinensis \| \| \| \| |
|                 | Cnismatocentrum parvum                                                                   |
|                 |                                                                                          |
|                 | Cnismatocentrum sakhalinensis                                                            |
|                 |                                                                                          |